# Charlotte van België

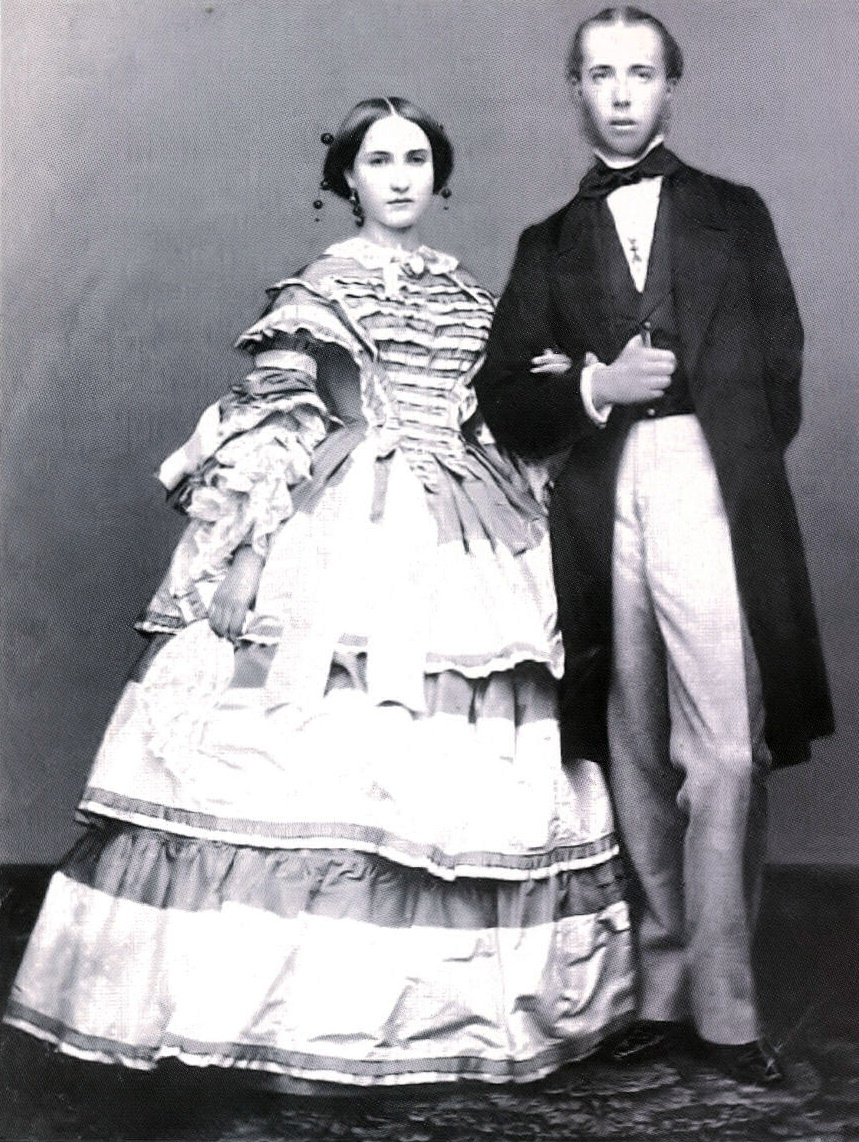
Aartshertogin Charlotte met aartshertog Maximiliaan in 1857

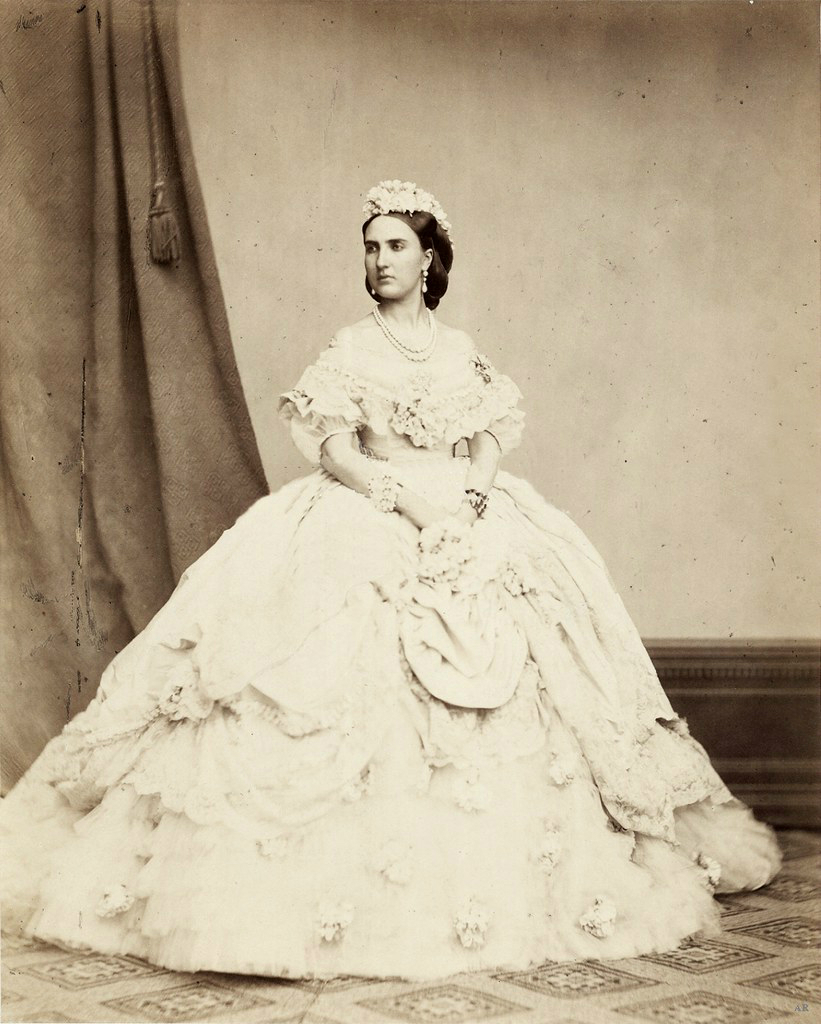
Keizerin Charlotte in 1864

Maria Charlotta Amelia Augusta  Victoria Clementina Leopoldina (Laken, 7 juni 1840 – Meise, 19 januari 1927) was prinses van België, prinses van Saksen-Coburg en Gotha, hertogin van Saksen, aartshertogin van Oostenrijk en keizerin van Mexico. Ze was de enige dochter van koning Leopold I van België en koningin Louise van Orléans.

## Jonge jaren
Prinses Charlotte kreeg een harde, maar verzorgde opvoeding, met veel aandacht voor talen waaronder het Frans, Engels, Duits, Italiaans en het Spaans.
De prinses was een gewilde huwelijkskandidate. Onder meer George van Saksen dong naar haar hand, maar ook koning Peter V van Portugal, een volle neef van haar. Op deze verbintenis werd zeer aangedrongen door Charlottes nicht, koningin Victoria van het Verenigd Koninkrijk, maar uiteindelijk bepaalde Leopold dat zijn dochter – binnen de eisen van ebenbürtigkeit – vrij was in de keuze van een huwelijkskandidaat.
Op 27 juli 1857 trad zij in het huwelijk met de Oostenrijkse aartshertog Maximiliaan, een jongere broer van keizer Frans Jozef I. De prinses was verliefd op haar Max, het was een liefdesverbintenis. De verbintenis kon ook zeer op de instemming rekenen van de moeder van de bruidegom, aartshertogin Sophie. Deze was inmiddels in allerlei conflicten verzeild geraakt met haar eerste schoondochter, keizerin Elisabeth. Aan Elisabeth – die een grondige hekel aan Charlotte zou krijgen – werd de Belgische prinses door haar schoonmoeder ten voorbeeld gehouden. Zij vestigden zich in Milaan, waar Maximiliaan optrad als gouverneur van het koninkrijk Lombardije-Venetië. Charlotte trachtte haar man te ondersteunen in diens pogingen om deze Italiaanse gewesten voor het Oostenrijkse keizerrijk te behouden. In 1859 onthief Frans Jozef zijn broer evenwel van zijn functie, waarna het paar zich vestigde in het kasteel Miramare nabij Triëst.
Daar werd Maximiliaan, vooral op aandringen van de Franse keizer Napoleon III, de keizerskroon van Mexico, waar hij een marionettenkeizerrijk had weten te vestigen, aangeboden. In 1864 aanvaardde Maximiliaan dit aanbod.

## Keizerin van Mexico
Charlotte – die in Mexico bekend zou worden als keizerin Carlota – en Maximiliaan gingen wonen in het paleis in Chapultepec. Het paar kon geen kinderen krijgen, en adopteerde daarom Agustín de Iturbide y Green als zoon en opvolger en zijn neefje Salvador de Iturbide y Marzán, beiden kleinzonen van de voormalige Mexicaanse keizer Agustín I. Charlotte en Maximiliaan poogden zich de Mexicaanse cultuur eigen te maken. Maar waar het Maximiliaan ging om goed te kunnen regeren over zijn onderdanen was Charlotte meer geïnteresseerd in de grandeur van het keizerrijk. Charlotte stak veel tijd in de hofhouding en het organiseren van bals. Zij wilde het keizerrijk vooral meer aanzien geven, en stelde zelfs voor Centraal-Amerika te heroveren.
In werkelijkheid konden de Franse en monarchistische troepen Mexico zelf niet geheel onder hun bewind krijgen. Vanuit België werd een vrijwilligerskorps gestuurd dat voor een groot deel bestond uit militairen met verlof, het zogenaamde Belgisch legioen. Eind 1865 begonnen de republikeinen van president Benito Juárez vanuit het noorden hun tegenoffensief. Nadat duidelijk werd dat Mexico niet behouden kon worden, trokken de Fransen zich in 1866 terug. Charlotte reisde naar Europa en ging van hof naar hof. Eerst klopte ze aan bij de Bonapartes in Parijs, maar Napoleon III weigerde haar te helpen. Charlotte weigerde zelfs eten, ze had angst voor vergiftiging. De grootvader van de keizerin was Lodewijk Filips van Bourbon, deze werd opgevolgd door een Bonaparte, Napoleon III; de keizerin was zich bewust van haar familiebanden en verweet de keizer onpartijdigheid. Algauw besefte de keizerin dat ze niets meer kon inbrengen en verliet ontgoocheld Parijs.
Ook het Oostenrijkse hof was niet bereid het kwijnende keizerrijk te helpen. Van daaruit ging ze de zaak bepleiten bij paus Pius IX, ook daar gaf ze tekens van wanhoop en krankzinnigheid. In Triëst werd de keizerin, die inmiddels 'helemaal van de wereld' was, opgevangen. Ze zou haar man nooit meer terugzien.
Ondertussen, in 1867, verging het haar echtgenoot nog slechter. De keizer besloot zonder versterking de zaak recht te trekken, tevergeefs. Hij werd verslagen en ter dood veroordeeld. Toen het nieuws Europa bereikte, protesteerden alle Europese koningshuizen tevergeefs. Op 19 juni stierf de keizer voor een vuurpeloton van zeven man.

## Keizerin-weduwe
Er werd besloten Charlotte te sparen en te behoeden voor dit nieuws; het personeel mocht niet rouwen zodat de keizerin geen argwaan zou krijgen. Een maand later liet koning Leopold II van België zijn zus naar Laken terugkomen. Ondertussen bleef de keizerin in een kunstmatige roes, niet wetende van de gebeurtenissen. Pas na zeven maanden kreeg ze het nieuws te horen, hetgeen haar geestestoestand niet verbeterde.
Charlotte kreeg vlagen van hysterie en woede, afgewisseld met heldere momenten. Volgens sommigen bleef zij tot haar dood volhouden keizerin van Mexico te zijn. "Haar bruidsjurk, verlepte bloemen en een gevederd Mexicaans afgodsbeeld hingen bij haar aan de muur. Volgens berichten bracht ze haar dagen door in gesprek gewikkeld met een levensgrote pop gekleed in een keizerlijk gewaad. Zij sprak deze pop aan met 'Max' en beweerde dat hij het hart van Maximiliaan bezat.
De koning oordeelde dat ze niet in Laken kon blijven en stuurde haar naar het Paviljoen van Tervuren, het vroegere zomerpaleis van de prins van Oranje, onder toezicht van Antoine Hart. Op 3 maart 1879 brandde het paviljoen van Tervuren af. Hart redde de keizerin, die de ernst van de zaak niet besefte. Daarna verhuisde Charlotte met haar hofhouding naar het Kasteel Bouchout te Meise, waar zij tot haar dood bleef wonen.
Dat zij de schoonzus was van de Oostenrijkse keizer, vormde in de Eerste Wereldoorlog een netelige situatie voor koning Albert. De koningskinderen verbleven tijdens de Eerste Wereldoorlog in Engeland, terwijl koningin Elisabeth en koning Albert in het niet-bezette deel van België verbleven. De keizerin bleef in haar kasteel in het bezette landsdeel. Aan de ingang hing een bord:
Hier woont hare Majesteit de Keizerin van Mexico; schoonzus van zijne Keizerlijke Majesteit; Franz-Jozef, Keizer van Oostenrijk; Koning van Hongarije.
De Duitse keizer gaf expliciet het bevel de schoonzus van de Oostenrijkse keizer te sparen. De Duitse troepen lieten de keizerin met rust, tot tevredenheid van de koninklijke familie. De koninklijke familie bleef zich bekommeren om de oude vorstin. Ze kreeg veel aandacht van haar neven en nichten: prinses Clementine en prins Boudewijn, maar ook prinses Louise en prinses Henriëtte vergaten haar niet. Keizer Frans Jozef zou via zijn schoondochter aartshertogin Stefanie contact houden.
Charlotte overleed op hoge leeftijd. Ze werd begraven in de Koninklijke Crypte van Laken. Haar graf is in de Prinsenkapel, naast de grote crypte waar haar vader en broer zijn bijgezet.

## Culturele weerklank
Charlotte is het onderwerp van Adiós, mamá Carlota, een satirisch lied dat vandaag de dag nog steeds gezongen wordt in Mexico. Het is geschreven door de schrijver Vicente Riva Palacio, wiens vader was aangewezen als advocaat van Maximiliaan.
Haar leven met de keizer is diverse keren verfilmd. Bette Davis speelde de tragische keizerin in de film Juarez (1939), geregisseerd door William Dieterle. Medea de Novara speelde haar in vier producties van de Mexicaanse regisseur Miguel Contreras Torres: Juárez y Maximiliano (1933), La Paloma (1937), The Mad Empress (1939) en Caballería del Imperio (1942). Felipe Cazals won in Moskou een prijs met zijn dramafilm Aquellos años (1973).
In de roman Nieuwsberichten uit het Keizerrijk ('Noticias del Imperio') heeft de Mexicaanse schrijver Fernando del Paso in 1987 een van de bekendste literaire portretten van Charlotte neergezet. Het boek, dat de Mexicaanse periode van Charlotte en Maximiliaan behandelt, heeft voor een groot deel de vorm van een monoloog van de bejaarde en waanzinnige Charlotte. Liliane Wouters schreef de roman Charlotte ou la nuit mexicaine (1989). Ook Kristien Dieltiens leverde een biofictie af die Charlotte aan het woord laat (Carlota. De vrouw die rozen at, 2023).
In de musical Carlota, a serpentine crown (2009) van de componist en librettist Marcel Wick wordt Charlotte geportretteerd als een vrouw die door ambitie naar een onafwendbare ondergang wordt gedreven.
In 2018 lanceerde Dargaud de stripreeks Charlotte impératrice, geschreven door Fabien Nury en getekend door Matthieu Bonhomme. De vier delen verschenen in het Nederlands onder de titel Keizerin Charlotte bij uitgeverij Ballon Media onder het Blloan-label.

## Eerbetoon
- De Charlottalei in Antwerpen werd in 1859 genoemd naar prinses Charlotte, die de straat inhuldigde samen met haar broer, kroonprins Leopold.

## Kwartierstaat
| Ernst Frederik van Saksen-Coburg-Saalfeld (1724–1800) | Ernst Frederik van Saksen-Coburg-Saalfeld (1724–1800) | Ernst Frederik van Saksen-Coburg-Saalfeld (1724–1800) | Ernst Frederik van Saksen-Coburg-Saalfeld (1724–1800) | Ernst Frederik van Saksen-Coburg-Saalfeld (1724–1800) | Ernst Frederik van Saksen-Coburg-Saalfeld (1724–1800) | Sofie Antoinette van Brunswijk-Wolfenbüttel (1724-1802) | Sofie Antoinette van Brunswijk-Wolfenbüttel (1724-1802) | Sofie Antoinette van Brunswijk-Wolfenbüttel (1724-1802) | Sofie Antoinette van Brunswijk-Wolfenbüttel (1724-1802) | Sofie Antoinette van Brunswijk-Wolfenbüttel (1724-1802) | Sofie Antoinette van Brunswijk-Wolfenbüttel (1724-1802) |                                        |                                        | Hendrik XXIV van Reuss-Ebersdorf (1724-1779) | Hendrik XXIV van Reuss-Ebersdorf (1724-1779) | Hendrik XXIV van Reuss-Ebersdorf (1724-1779)          | Hendrik XXIV van Reuss-Ebersdorf (1724-1779)          | Hendrik XXIV van Reuss-Ebersdorf (1724-1779)          | Hendrik XXIV van Reuss-Ebersdorf (1724-1779)          | Caroline Ernestine van Erbach-Schönberg (1727-1796)   | Caroline Ernestine van Erbach-Schönberg (1727-1796)   | Caroline Ernestine van Erbach-Schönberg (1727-1796) | Caroline Ernestine van Erbach-Schönberg (1727-1796) | Caroline Ernestine van Erbach-Schönberg (1727-1796) | Caroline Ernestine van Erbach-Schönberg (1727-1796) |  |  | Lodewijk Filips II van Orléans (1747-1793) | Lodewijk Filips II van Orléans (1747-1793) | Lodewijk Filips II van Orléans (1747-1793) | Lodewijk Filips II van Orléans (1747-1793) | Lodewijk Filips II van Orléans (1747-1793)  | Lodewijk Filips II van Orléans (1747-1793)  | Louise Marie Adélaïde van Bourbon (1753−1821) | Louise Marie Adélaïde van Bourbon (1753−1821) | Louise Marie Adélaïde van Bourbon (1753−1821) | Louise Marie Adélaïde van Bourbon (1753−1821) | Louise Marie Adélaïde van Bourbon (1753−1821) | Louise Marie Adélaïde van Bourbon (1753−1821) |                                      |                                      | Frans I der Beide Siciliën (1777-1830) | Frans I der Beide Siciliën (1777-1830) | Frans I der Beide Siciliën (1777-1830)       | Frans I der Beide Siciliën (1777-1830)       | Frans I der Beide Siciliën (1777-1830)       | Frans I der Beide Siciliën (1777-1830)       | Maria Isabella van Bourbon (1789-1848)       | Maria Isabella van Bourbon (1789-1848)       | Maria Isabella van Bourbon (1789-1848) | Maria Isabella van Bourbon (1789-1848) | Maria Isabella van Bourbon (1789-1848) | Maria Isabella van Bourbon (1789-1848) |  |  |  |  |  |  |  |  |  |  |  |  |  |  |  |  |  |  |  |  |  |  |  |  |  |  |  |  |  |  |  |  |  |  |  |  |  |  |  |  |  |  |  |  |  |  |  |  |
| Ernst Frederik van Saksen-Coburg-Saalfeld (1724–1800) | Ernst Frederik van Saksen-Coburg-Saalfeld (1724–1800) | Ernst Frederik van Saksen-Coburg-Saalfeld (1724–1800) | Ernst Frederik van Saksen-Coburg-Saalfeld (1724–1800) | Ernst Frederik van Saksen-Coburg-Saalfeld (1724–1800) | Ernst Frederik van Saksen-Coburg-Saalfeld (1724–1800) | Sofie Antoinette van Brunswijk-Wolfenbüttel (1724-1802) | Sofie Antoinette van Brunswijk-Wolfenbüttel (1724-1802) | Sofie Antoinette van Brunswijk-Wolfenbüttel (1724-1802) | Sofie Antoinette van Brunswijk-Wolfenbüttel (1724-1802) | Sofie Antoinette van Brunswijk-Wolfenbüttel (1724-1802) | Sofie Antoinette van Brunswijk-Wolfenbüttel (1724-1802) |                                        |                                        | Hendrik XXIV van Reuss-Ebersdorf (1724-1779) | Hendrik XXIV van Reuss-Ebersdorf (1724-1779) | Hendrik XXIV van Reuss-Ebersdorf (1724-1779)          | Hendrik XXIV van Reuss-Ebersdorf (1724-1779)          | Hendrik XXIV van Reuss-Ebersdorf (1724-1779)          | Hendrik XXIV van Reuss-Ebersdorf (1724-1779)          | Caroline Ernestine van Erbach-Schönberg (1727-1796)   | Caroline Ernestine van Erbach-Schönberg (1727-1796)   | Caroline Ernestine van Erbach-Schönberg (1727-1796) | Caroline Ernestine van Erbach-Schönberg (1727-1796) | Caroline Ernestine van Erbach-Schönberg (1727-1796) | Caroline Ernestine van Erbach-Schönberg (1727-1796) |  |  | Lodewijk Filips II van Orléans (1747-1793) | Lodewijk Filips II van Orléans (1747-1793) | Lodewijk Filips II van Orléans (1747-1793) | Lodewijk Filips II van Orléans (1747-1793) | Lodewijk Filips II van Orléans (1747-1793)  | Lodewijk Filips II van Orléans (1747-1793)  | Louise Marie Adélaïde van Bourbon (1753−1821) | Louise Marie Adélaïde van Bourbon (1753−1821) | Louise Marie Adélaïde van Bourbon (1753−1821) | Louise Marie Adélaïde van Bourbon (1753−1821) | Louise Marie Adélaïde van Bourbon (1753−1821) | Louise Marie Adélaïde van Bourbon (1753−1821) |                                      |                                      | Frans I der Beide Siciliën (1777-1830) | Frans I der Beide Siciliën (1777-1830) | Frans I der Beide Siciliën (1777-1830)       | Frans I der Beide Siciliën (1777-1830)       | Frans I der Beide Siciliën (1777-1830)       | Frans I der Beide Siciliën (1777-1830)       | Maria Isabella van Bourbon (1789-1848)       | Maria Isabella van Bourbon (1789-1848)       | Maria Isabella van Bourbon (1789-1848) | Maria Isabella van Bourbon (1789-1848) | Maria Isabella van Bourbon (1789-1848) | Maria Isabella van Bourbon (1789-1848) |  |  |  |  |  |  |  |  |  |  |  |  |  |  |  |  |  |  |  |  |  |  |  |  |  |  |  |  |  |  |  |  |  |  |  |  |  |  |  |  |  |  |  |  |  |  |  |  |
|                                                       |                                                       |                                                       |                                                       |                                                       |                                                       |                                                         |                                                         |                                                         |                                                         |                                                         |                                                         |                                        |                                        |                                              |                                              |                                                       |                                                       |                                                       |                                                       |                                                       |                                                       |                                                     |                                                     |                                                     |                                                     |  |  |                                            |                                            |                                            |                                            |                                             |                                             |                                               |                                               |                                               |                                               |                                               |                                               |                                      |                                      |                                        |                                        |                                              |                                              |                                              |                                              |                                              |                                              |                                        |                                        |                                        |                                        |  |  |  |  |  |  |  |  |  |  |  |  |  |  |  |  |  |  |  |  |  |  |  |  |  |  |  |  |  |  |  |  |  |  |  |  |  |  |  |  |  |  |  |  |  |  |  |  |
|                                                       |                                                       |                                                       |                                                       | Frans van Saksen-Coburg-Saalfeld (1750-1806)          | Frans van Saksen-Coburg-Saalfeld (1750-1806)          | Frans van Saksen-Coburg-Saalfeld (1750-1806)            | Frans van Saksen-Coburg-Saalfeld (1750-1806)            | Frans van Saksen-Coburg-Saalfeld (1750-1806)            | Frans van Saksen-Coburg-Saalfeld (1750-1806)            |                                                         |                                                         |                                        |                                        |                                              |                                              | Augusta van Reuss-Ebersdorf en Lobenstein (1757-1831) | Augusta van Reuss-Ebersdorf en Lobenstein (1757-1831) | Augusta van Reuss-Ebersdorf en Lobenstein (1757-1831) | Augusta van Reuss-Ebersdorf en Lobenstein (1757-1831) | Augusta van Reuss-Ebersdorf en Lobenstein (1757-1831) | Augusta van Reuss-Ebersdorf en Lobenstein (1757-1831) |                                                     |                                                     |                                                     |                                                     |  |  |                                            |                                            |                                            |                                            | Lodewijk Filips I van Frankrijk (1773-1850) | Lodewijk Filips I van Frankrijk (1773-1850) | Lodewijk Filips I van Frankrijk (1773-1850)   | Lodewijk Filips I van Frankrijk (1773-1850)   | Lodewijk Filips I van Frankrijk (1773-1850)   | Lodewijk Filips I van Frankrijk (1773-1850)   |                                               |                                               |                                      |                                      |                                        |                                        | Marie Amélie van Bourbon-Sicilië (1782-1866) | Marie Amélie van Bourbon-Sicilië (1782-1866) | Marie Amélie van Bourbon-Sicilië (1782-1866) | Marie Amélie van Bourbon-Sicilië (1782-1866) | Marie Amélie van Bourbon-Sicilië (1782-1866) | Marie Amélie van Bourbon-Sicilië (1782-1866) |                                        |                                        |                                        |                                        |  |  |  |  |  |  |  |  |  |  |  |  |  |  |  |  |  |  |  |  |  |  |  |  |  |  |  |  |  |  |  |  |  |  |  |  |  |  |  |  |  |  |  |  |  |  |  |  |
|                                                       |                                                       |                                                       |                                                       | Frans van Saksen-Coburg-Saalfeld (1750-1806)          | Frans van Saksen-Coburg-Saalfeld (1750-1806)          | Frans van Saksen-Coburg-Saalfeld (1750-1806)            | Frans van Saksen-Coburg-Saalfeld (1750-1806)            | Frans van Saksen-Coburg-Saalfeld (1750-1806)            | Frans van Saksen-Coburg-Saalfeld (1750-1806)            |                                                         |                                                         |                                        |                                        |                                              |                                              | Augusta van Reuss-Ebersdorf en Lobenstein (1757-1831) | Augusta van Reuss-Ebersdorf en Lobenstein (1757-1831) | Augusta van Reuss-Ebersdorf en Lobenstein (1757-1831) | Augusta van Reuss-Ebersdorf en Lobenstein (1757-1831) | Augusta van Reuss-Ebersdorf en Lobenstein (1757-1831) | Augusta van Reuss-Ebersdorf en Lobenstein (1757-1831) |                                                     |                                                     |                                                     |                                                     |  |  |                                            |                                            |                                            |                                            | Lodewijk Filips I van Frankrijk (1773-1850) | Lodewijk Filips I van Frankrijk (1773-1850) | Lodewijk Filips I van Frankrijk (1773-1850)   | Lodewijk Filips I van Frankrijk (1773-1850)   | Lodewijk Filips I van Frankrijk (1773-1850)   | Lodewijk Filips I van Frankrijk (1773-1850)   |                                               |                                               |                                      |                                      |                                        |                                        | Marie Amélie van Bourbon-Sicilië (1782-1866) | Marie Amélie van Bourbon-Sicilië (1782-1866) | Marie Amélie van Bourbon-Sicilië (1782-1866) | Marie Amélie van Bourbon-Sicilië (1782-1866) | Marie Amélie van Bourbon-Sicilië (1782-1866) | Marie Amélie van Bourbon-Sicilië (1782-1866) |                                        |                                        |                                        |                                        |  |  |  |  |  |  |  |  |  |  |  |  |  |  |  |  |  |  |  |  |  |  |  |  |  |  |  |  |  |  |  |  |  |  |  |  |  |  |  |  |  |  |  |  |  |  |  |  |
|                                                       |                                                       |                                                       |                                                       |                                                       |                                                       |                                                         |                                                         |                                                         |                                                         | Leopold I van België (1790-1865)                        | Leopold I van België (1790-1865)                        | Leopold I van België (1790-1865)       | Leopold I van België (1790-1865)       | Leopold I van België (1790-1865)             | Leopold I van België (1790-1865)             |                                                       |                                                       |                                                       |                                                       |                                                       |                                                       |                                                     |                                                     |                                                     |                                                     |  |  |                                            |                                            |                                            |                                            |                                             |                                             |                                               |                                               |                                               |                                               | Louise Marie van Orléans (1812-1850)          | Louise Marie van Orléans (1812-1850)          | Louise Marie van Orléans (1812-1850) | Louise Marie van Orléans (1812-1850) | Louise Marie van Orléans (1812-1850)   | Louise Marie van Orléans (1812-1850)   |                                              |                                              |                                              |                                              |                                              |                                              |                                        |                                        |                                        |                                        |  |  |  |  |  |  |  |  |  |  |  |  |  |  |  |  |  |  |  |  |  |  |  |  |  |  |  |  |  |  |  |  |  |  |  |  |  |  |  |  |  |  |  |  |  |  |  |  |
|                                                       |                                                       |                                                       |                                                       |                                                       |                                                       |                                                         |                                                         |                                                         |                                                         | Leopold I van België (1790-1865)                        | Leopold I van België (1790-1865)                        | Leopold I van België (1790-1865)       | Leopold I van België (1790-1865)       | Leopold I van België (1790-1865)             | Leopold I van België (1790-1865)             |                                                       |                                                       |                                                       |                                                       |                                                       |                                                       |                                                     |                                                     |                                                     |                                                     |  |  |                                            |                                            |                                            |                                            |                                             |                                             |                                               |                                               |                                               |                                               | Louise Marie van Orléans (1812-1850)          | Louise Marie van Orléans (1812-1850)          | Louise Marie van Orléans (1812-1850) | Louise Marie van Orléans (1812-1850) | Louise Marie van Orléans (1812-1850)   | Louise Marie van Orléans (1812-1850)   |                                              |                                              |                                              |                                              |                                              |                                              |                                        |                                        |                                        |                                        |  |  |  |  |  |  |  |  |  |  |  |  |  |  |  |  |  |  |  |  |  |  |  |  |  |  |  |  |  |  |  |  |  |  |  |  |  |  |  |  |  |  |  |  |  |  |  |  |
|                                                       |                                                       |                                                       |                                                       |                                                       |                                                       |                                                         |                                                         |                                                         |                                                         |                                                         |                                                         |                                        |                                        |                                              |                                              |                                                       |                                                       |                                                       |                                                       |                                                       |                                                       |                                                     |                                                     |                                                     |                                                     |  |  |                                            |                                            |                                            |                                            |                                             |                                             |                                               |                                               |                                               |                                               |                                               |                                               |                                      |                                      |                                        |                                        |                                              |                                              |                                              |                                              |                                              |                                              |                                        |                                        |                                        |                                        |  |  |  |  |  |  |  |  |  |  |  |  |  |  |  |  |  |  |  |  |  |  |  |  |  |  |  |  |  |  |  |  |  |  |  |  |  |  |  |  |  |  |  |  |  |  |  |  |
|                                                       |                                                       |                                                       |                                                       |                                                       |                                                       |                                                         |                                                         |                                                         |                                                         |                                                         |                                                         |                                        |                                        |                                              |                                              |                                                       |                                                       |                                                       |                                                       |                                                       |                                                       |                                                     |                                                     |                                                     |                                                     |  |  |                                            |                                            |                                            |                                            |                                             |                                             |                                               |                                               |                                               |                                               |                                               |                                               |                                      |                                      |                                        |                                        |                                              |                                              |                                              |                                              |                                              |                                              |                                        |                                        |                                        |                                        |  |  |  |  |  |  |  |  |  |  |  |  |  |  |  |  |  |  |  |  |  |  |  |  |  |  |  |  |  |  |  |  |  |  |  |  |  |  |  |  |  |  |  |  |  |  |  |  |
|                                                       |                                                       |                                                       |                                                       |                                                       |                                                       |                                                         |                                                         |                                                         |                                                         |                                                         |                                                         | Lodewijk Filips van België (1833-1834) | Lodewijk Filips van België (1833-1834) | Lodewijk Filips van België (1833-1834)       | Lodewijk Filips van België (1833-1834)       | Lodewijk Filips van België (1833-1834)                | Lodewijk Filips van België (1833-1834)                |                                                       |                                                       | Leopold II van België (1835-1909)                     | Leopold II van België (1835-1909)                     | Leopold II van België (1835-1909)                   | Leopold II van België (1835-1909)                   | Leopold II van België (1835-1909)                   | Leopold II van België (1835-1909)                   |  |  | Filips van België (1837-1905)              | Filips van België (1837-1905)              | Filips van België (1837-1905)              | Filips van België (1837-1905)              | Filips van België (1837-1905)               | Filips van België (1837-1905)               |                                               |                                               | Charlotte van België (1840–1927)              | Charlotte van België (1840–1927)              | Charlotte van België (1840–1927)              | Charlotte van België (1840–1927)              | Charlotte van België (1840–1927)     | Charlotte van België (1840–1927)     |                                        |                                        |                                              |                                              |                                              |                                              |                                              |                                              |                                        |                                        |                                        |                                        |  |  |  |  |  |  |  |  |  |  |  |  |  |  |  |  |  |  |  |  |  |  |  |  |  |  |  |  |  |  |  |  |  |  |  |  |  |  |  |  |  |  |  |  |  |  |  |  |